# Xenikophyton seidenfadenianum
Xenikophyton seidenfadenianum là một loài thực vật có hoa trong họ Lan. Loài này được M.Kumar, Sequiera & J.J.Wood mô tả khoa học đầu tiên năm 2002.